# Загайнова
Зага́йнова (рос. Загайнова) — присілок у складі Далматовського району Курганської області, Росія. Входить до складу Крутіхинської сільської ради.
Населення — 196 осіб (2010, 283 у 2002).
Національний склад станом на 2002 рік: росіяни — 97 %.